# Генріх XIII
Генріх XIII (нім. Heinrich XIII; 19 листопада 1235 — 3 лютого 1290) — герцог Баварії у 1253-1255 роках, пфальцграф Рейнський у 1253-1255 роках, герцог Нижньої Баварії (під іменем Генріх I) з 1255 року. 

## Біографія
Генріх був другим сином герцога Оттона II та Агнес Пфальцької. У 1253 році після смерті батька успадкував Герцогство Баварія і Пфальц разом з братом Людвигом. У 1255 році брати вперше в історії герцогства розділили його території: Генріх отримав Нижню Баварію, а Людвиг — Верхню Баварію і Пфальц. Герніх оселився у місті Ландсгут, зробивши своєю резиденцією замок Бургхаузен

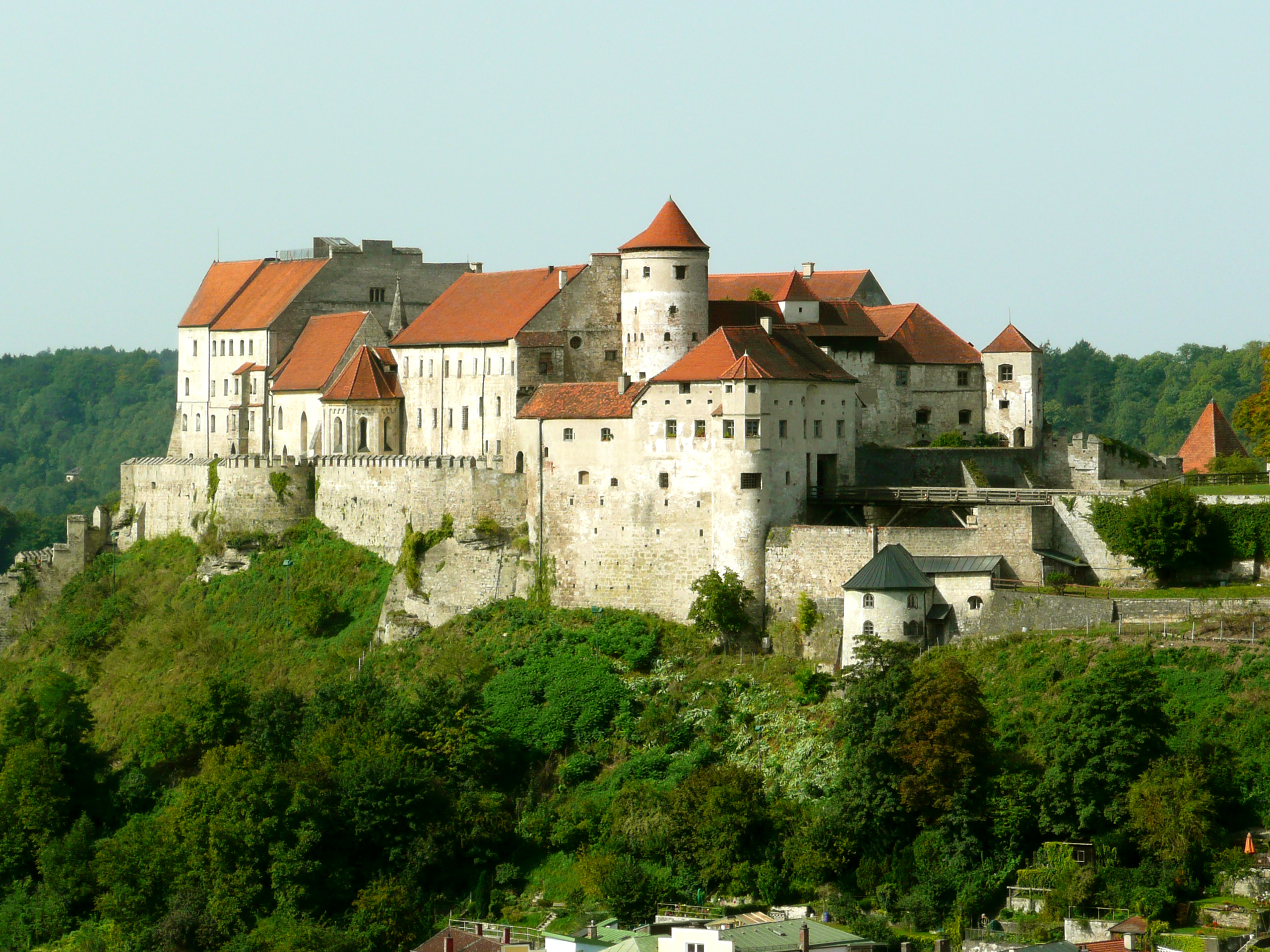
замок Бургхаузен

Такий розподіл герцогства був порушенням існуючих законів та викликав протидію баварських єпископів, які звернулися по допомогу до чеського короля Пржемислава Отакара II. У серпні 1257 року Пржемисл Отакар напав на Баварію, але Людвіг і Генріх відбили напад (що було винятковим випадком взаємодії двох братів, які часто сперечалися один з одним).
Пізніше Генріх неодноразово вій бойові дії проти архиєпископа Зальцбурга та єпископа Пассау. Протягом конфлікту між королем Німеччини Рудольфом I та Оттокаром II неодноразово вставав на сторону обох.
Генріх помер у 1290 році, його трон успадкував старший син Отто III, який також став королем Угорщини. Рід Генріха XIII обірвався у 1340 році (його онук Генріх XV помер у 20-річному віці, не залишивши дітей), а його землі перейшли до його небожа, сина Людвіга, імператора Людовіка IV. 

## Родина
У 1250 році Генріх одружився з Єлізаветою Угорською, донькою угорського короля Бели IV. Вони мали десять дітей:
- Агнес (січень 1254 — 20 жовтня 1315) — стала черницею монастиря цистеріанців Селігентгаль
- Агнес (17 липня 1255 — 20 жовтня 1315), мала однакове ім'я із старшою сестрою
- Агнес (29 жовтня 1256 — 10 травня 1260), мала однакове ім'я із старшими сестрами
- Єлізавета (23 квітня 1258 — 8 серпня 1314) — стала черницею монастиря цистеріанців Селігентгаль
- Отто III (11 лютого 1261 — 9 листопада 1312) — герцог Нижньої Баварії з 1290 року, король Угорщини (1305-1307)
- Генріх (23 лютого 1262 — 16 вересня 1280)
- Софія (бл. 1264 — 4 лютого 1282) — вийшла заміж за Поппо VIII Хеннеберзького
- Катерина (9 червня 1267 — 9 січня 1310) — вийшла заміж за Фрідріха Тута, маркграфа Майсена
- Людвіг III (9 жовтня 1269 — 1 жовтня 1296) — герцог Нижньої Баварії з 1290 року
- Стефан I (14 березня 1271 — 10 грудня 1310) — герцог Нижньої Баварії з 1290 року